# Constitució religiosa
|  | Per a altres significats, vegeu «Constitució (desambiguació)». |

Les constitucions (del llatí constituere, és a dir ordenar, disposar) són el codi fonamental que regula la vida d'un institut religiós, que en conté les normes espirituals i jurídiques, segons el Codi de dret canònic: "les normes fonamentals relatives al govern de l'institut i a la disciplina dels membres, a llur incorporació i formació i també l'objecte propi dels vincles sagrats" (Codex iuris canonici, can. 587, § 1).
El Codi de dret canònic preveu que qualsevol congregació religiosa o orde religiós tingui unes constitucions (canon 587 del codi) per tal de guardar fidelment el carisma i la identitat de l'institut, d'acord amb la voluntat dels fundadors.
El codi ha d'ésser aprovat per la Santa Seu i només pot ésser modificat amb el consens previ d'aquesta.